# Námestovo
Námestovo er en by og kommune i distriktet Námestovo i regionen Žilina i det nordlige Slovakiet. Den ligger 290 kilometer fra den slovakiske hovedstad Bratislava. Byen har et areal på 44,45 km² og en befolkning på 7.465(2023) indbyggere.

## Eksterne links
- Officiel hjemmeside

- Wikimedia Commons har flere filer relateret til Námestovo